# NGC 7368
NGC 7368 este o emission-line galaxy⁠(d) situată în constelația Cocorul. A fost descoperită în 4 octombrie 1836 de către John Herschel. Se află la o distanță de 33,57 de megaparseci de Pământ.